# Некрашунцы (Вороновский район)
Некрашунцы (бел. Некрашунцы) — деревня в Гродненской области Белоруссии. Входит в состав Вороновского района.

## История
Раньше Некрашунцы были центром татарского меньшинства, населявшего окрестные деревни. Согласно местной традиции, здесь находилась одна из старейших мечетей республики.
Согласно письменным источникам, в 1832 году была проведена реконструкция мечети, поэтому деревянная мечеть была здесь, по крайней мере, с XIX века. Во время Первой мировой войны мечеть была сожжена немецкими войсками. В межвоенное двадцатилетие деревня находилась в Новогрудском воеводстве Польши, в Лидском повете, в гмине Радунь. Мечеть была перестроена в 1926 году.
После Второй мировой войны она оказалась на территории СССР. Польско-литовские татары, как представители дворянского государства, подвергались гонениям. Многие из них, в том числе некрашунский мулла, воспользовались репарацией и уехали в новые границы Польши. Поля были национализированы и вошли в состав колхоза. Мусульман со стороны новой власти также коснулись религиозные преследования. В 1950-х годах мечеть была снесена, а полученные от сноса материалы использовались для строительства колхозных зданий. В настоящее время в Некрашунцах татары не проживают.